# Det hemliga äktenskapet
Det hemliga äktenskapet (italienska: Il matrimonio segreto) är en komisk opera i två akter med musik av Domenico Cimarosa. Librettot av Giovanni Bertati bygger på komedin The Clandestine marriage (1766) av George Colman d.ä. och David Garrick samt M J Laboras de Meziers-Riccobonis Sophie, ou le mariage caché (1768).

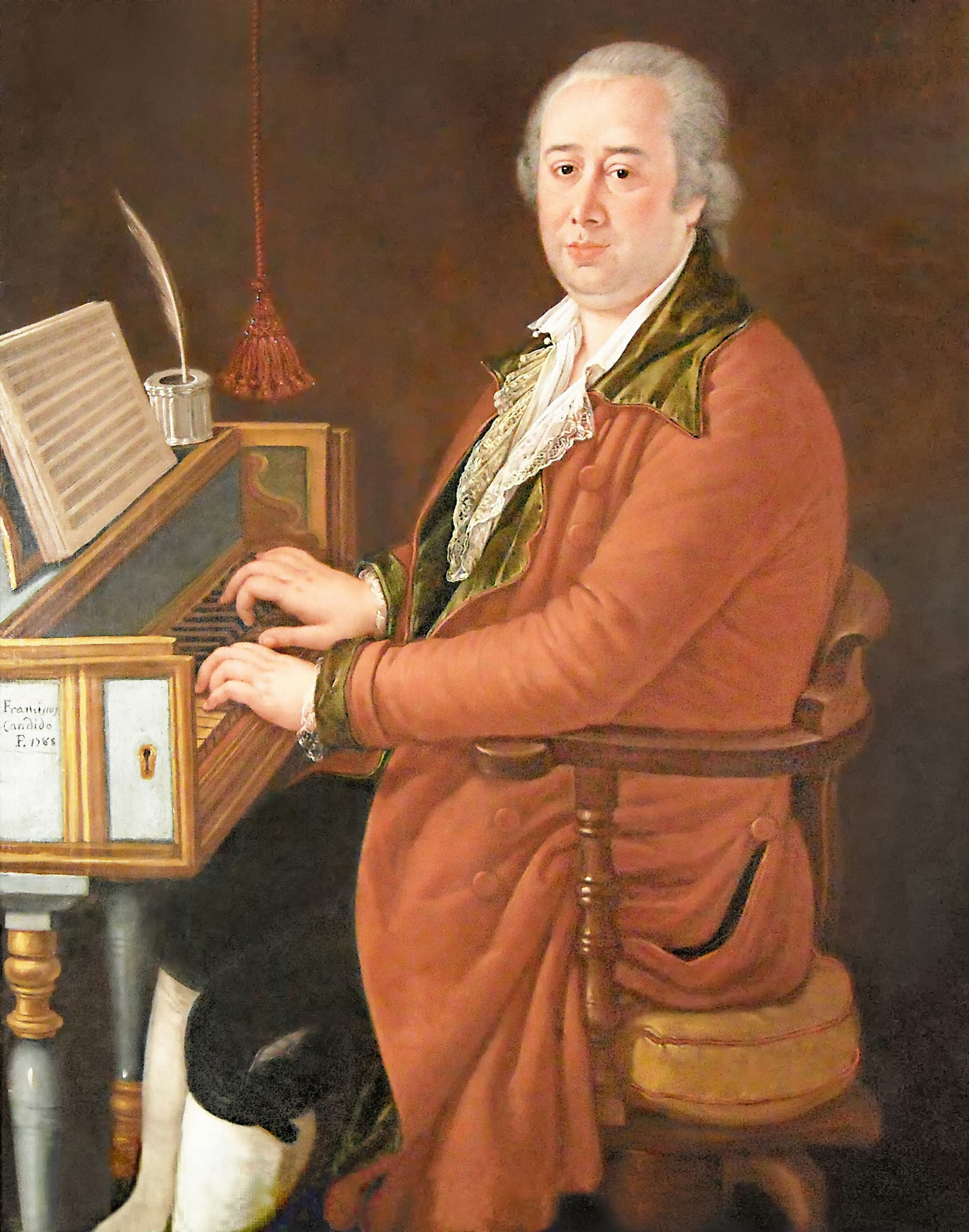
Domenico Cimarosa

## Historia
Vid sidan om Baldassare Galuppi, Pasquale Asfossi, Giuseppe Sarti, Niccolò Piccinni och Antonio Salieri var Cimarosa en av de mest framgångsrika företrädarna för den tonsättargeneration som bidrog till buffaoperans blomstringstid under 1700-talet. Det hemliga äktenskapet är den enda av Cimarosas operor, som har haft varaktig popularitet. Den kan dock inte jämföras med Mozarts Così fan tutte eftersom den bygger på buffaschabloner och musiken på intet sätt är djup. Ändå har den en lättsinnig charm. 
Verket visar på en van hand och moget kompositionskunnande, och visar genom det stora antalet ensemblenummer en öppenhet inför moderna tendenser i samtiden. Cimarosa hade sinne för musikaliska karikatyrer, genom att ofta använda sig av tonupprepningar för att framställa innehållslöst pladder förebådade han Rossinis och Donizettis buffaoperor. 
Librettisten Bertati överförde förlagorna till buffaoperans miljö och den italienska improvisationskomedin, commedia dell'arte. Köpmannen Geronimo påminner till exempel med sitt tyranniska sätt, sin inbilskhet och slughet om Pantalone. Hans lomhördhet ger upphov till komiska missförstånd. Även de andra rollgestalterna, det hemliga brudparet, den svartsjuka och trätgiriga Elisetta och Geronimos syster, den torra, kärlekstörstande faster Fidalma, passar in i den traditionella italienska komedins typgalleri.
Operan uruppfördes den 7 februari 1792 på gamla Burgtheater i Wien i närvaro av kejsare Leopold II. Bifallen var de största dittills i operahistorien och kejsaren beordrade att hela sångarsällskapet skulle bjudas på middag samt att operan omedelbart skulle repriseras.Det hemliga äktenskapet blev den största framgången för Cimarosa under hans karriär som tonsättare och är en av de få komiska 1700-talsoperor som har behållit sin plats i repertoaren fram till våra dagar.
Den svenska premiären var på Arsenalsteatern i Stockholm den 11 februari 1800 och den gavs även på Drottningholmsteatern med premiär den 7 september 1952.

## Personer
- Geronimo, rik köpman (basstämma)
- Elisetta, hans äldre dotter (sopran)
- Carolina, hans yngre dotter (sopran)
- Fidalma, Geronimos syster, en rik änka (mezzosopran)
- Greve Robinson (basstämma)
- Paolino, en ung man och biträde i Geronimos butik (tenor)

## Handling
Operan utspelar sig i Bologna på 1700-talet.
Akt I
Den rike köpmannen Geronimo vill gifta bort minst en av sina båda döttrar med en adelsman. Men den yngre, Carolina, har redan i hemlighet ingått äktenskap med biträdet Paolino. Lockad av den höga hemgiften, infinner sig greve Robinson som friare, men hans val på Carolina, medan han försmår den giftasvilliga Elisetta.
Akt II
Greve Robinson meddelar Geronimo att han vill gifta sig med Carolina istället för Elisetta. Geronimo vägrar att ge sin välsignelse. Det enda som lyckas övertala Geronimo är att greven erbjuder sig att efterskänka halva hemgiften. Geronimos syster Fidalma har föresatt att gifta sig med Paolino, men får korgen av den unge mannen. Då sluter sig de båda avvisade kvinnorna, Fidalma och Elisetta, samman mot Carolina och övertalar Geronimo att sätta Carolina i kloster. Det hemliga brudparet bekänner då allt för fadern, som gör god min i ont spel. Greven gifter sig med Elisetta och Fidalma går tomhänt därifrån.